# Grand Hotel Riccione
Il Grand Hotel Riccione è una struttura alberghiera, costruita nel 1929 sul lungomare di Riccione a Riccione.
Negli anni trenta fu frequentato da importanti personalità, tra cui Benito Mussolini che lo utilizzò anche per incontri con capi di Stato esteri, come quello nell'agosto 1933 col cancelliere austriaco Engelbert Dollfuss.
Negli anni del dopoguerra l'hotel ha ospitato importanti personalità e congressi, tra cui il primo Congresso Nazionale della Stampa che vide la presenza del presidente della Repubblica Italiana Luigi Einaudi.
Alla fine degli anni ottanta in uno degli edifici del parco fu realizzata una discoteca.

## Storia

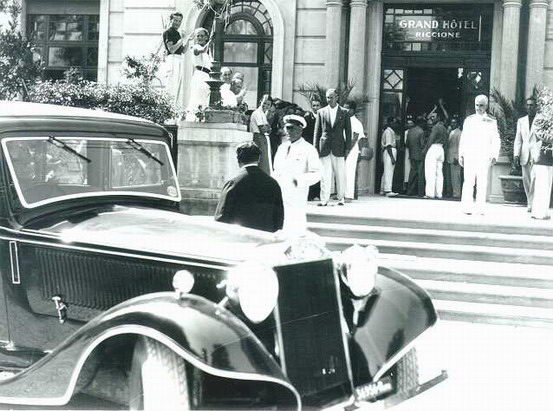
Benito Mussolini ospite dell'hotel nel 1935

Il Grand Hotel Riccione fu voluto dal Commendatore Luigi Gaetano Ceschina, noto imprenditore milanese, che commissionò la progettazione dell'edificio all'architetto Rutilio Ceccolini di Pesaro.
L'edificio, alla cui realizzazione collaborò anche l'ingegner Galeazzo Pullè, fu costruito a tempo di record in soli cento giorni: per poter promuovere l'opera, il Commendator Ceschina fece realizzare un'immagine da pubblicare sul Giornale di Bologna del giugno 1929, in cui l'albergo non ancora costruito era rappresentato tramite fotomontaggio e disegno.
L'edificio era costruito con linee sobrie ed eleganti, con richiami allo stile Coppedè, una variante del liberty caratterizzata da sfere, cornicioni, piramidi tronche e decorazioni ispirate all'epoca classica romana. Come analoghi edifici monumentali di altre città europee, imitava nell'architettura e nella ricchezza degli arredi e dei servizi, le dimore delle grandi dinastie.
Il Grand Hotel è stato costruito sull'area dove sorgeva l'Ospizio Amati-Martinelli. La costruzione dell'ospizio risaliva al 1877, ed era stato il primo ospizio di Riccione: originariamente era adibito alla cura dei bambini affetti da scrofolosi.
L'area della costruzione comprendeva anche la villa Martinelli Solieri, della quale è rimasta l'abitazione del custode, ancora visibile nel parco del Grand Hotel.
La nuova costruzione era contornata da un grande giardino, con tre campi da tennis e una vasta terrazza: comprendeva 155 stanze riccamente arredate, che gli guadagnarono la definizione di il più grandioso e moderno albergo della riviera romagnola ed attirarono la ricca clientela dell'élite fascista.
Pochi giorni dopo l'inaugurazione, il giorno di ferragosto del 1929, venne allestito un Gran Ballo della Stampa cui parteciparono personalità della politica, dell'arte e della letteratura; in questo modo la proprietà intendeva attirare una clientela prestigiosa che fino a quel momento aveva preferito trascorrere la villeggiatura in ville private. Molte le prestigiose famiglie Italiane rimaste clienti per anni; tra gli amici dei Ceschina ad esempio i Nuccorini da Bologna.
Già nei primi anni trenta si rese necessario ampliare la struttura: dapprima fu aggiunta una dépendance detta la Torre del Grand Hotel e nel 1935 l'albergo venne quasi raddoppiato con l'aggiunta dell'ala est orientata verso il mare.

## La Torre del Grand Hotel
La torre del Grand Hotel, chiamata in origine Torre del novecento venne eretta nel 1934.
La struttura originariamente venne realizzata per la V Triennale di Milano del 1933 dagli architetti Franco Albini, Giancarlo Palanti, Giuseppe Pagano e Renato Camus: l'idea dei progettisti era rivoluzionaria per l'epoca, prevedendo l'uso di strutture in acciaio coperte di pannelli in cemento imbullonati con una tecnica che precorreva quella del prefabbricato moderno.
Alla fine dell'esposizione la struttura fu smontata e portata da Milano a Riccione, per essere rimontata nel parco del Grand Hotel, con un disegno completamente diverso progettato da Camus.

### Fonti
- Il Grand Hôtel Riccione, in l'Architettura Italiana, I, 1930, n. 11, pp 128–131, + tavole 41-44, sul sito del ministero dei Beni Culturali è possibile per gli utenti registrati visualizzare la versione digitalizzata:
- Periodici Italiani digitalizzati Biasa, su periodici.librari.beniculturali.it. URL consultato il 15 aprile 2019 (archiviato dall'url originale il 1º luglio 2017).